# Borderlands: The Pre-Sequel
Borderlands: The Pre-Sequel ist ein Loot Shooter – ein Ego-Shooter mit Rollenspielelementen – der von 2K Australia Pty. Ltd. mit Unterstützung von Gearbox Software LLC entwickelt und von 2K Games veröffentlicht wurde. Es ist die dritte Veröffentlichung in der Borderlands-Reihe und spielt nach den Borderlands (2009) und vor den Borderlands 2 (2012). Es wurde am 14. Oktober 2014 für Microsoft Windows, OS X, Linux, PlayStation 3 und Xbox 360 veröffentlicht. Portierungen auf PlayStation 4 und Xbox One wurden als Teil der Borderlands: The Handsome Collection am 24. März 2015 veröffentlicht und am 29. Mai 2020 auf Nintendo Switch.
Das Spiel erweitert die Engine und das Gameplay von Borderlands 2 und führt neue Spielmechanismen ein, darunter Umgebungen mit geringer Schwerkraft, Gefrierwaffen und Sauerstofftanks, die zur Navigation und Durchführung von Bodenschlagangriffen verwendet werden.

## Handlung
Die Handlung von The Pre-Sequel konzentriert sich auf Jack, einen Mitarbeiter der Hyperion Corporation. Nachdem die Raumstation Helios des Unternehmens von einer Militäreinheit namens Lost Legion erobert wurde, leitet er eine Gruppe von vier Vault Hunter – alle waren in früheren Spielen der Borderlands nicht spielbare Charaktere und Bosse – auf einer Expedition, um die Kontrolle über Helios zurückzugewinnen, die Lost Legion zu besiegen und das versteckte Gewölbe auf Pandoras Mond Elpis zu finden.
Das Spiel verfügt über vier spielbare Charaktere, jeder mit einer anderen Klasse und unterschiedlichen Fähigkeiten. Alle vier Protagonisten waren Nicht-Spieler-Charaktere (NSCs) in vorherigen Borderlands-Spielen.
- Athena, „der Gladiator“, ist eine abtrünnige Attentäterin der Atlas Corporation, die in Borderlands in der DLC-Kampagne The Secret Armory of General Knoxx eingeführt wurde.
- Nisha, „der Gesetzesbringer“, erschien erstmals in Borderlands 2 als Freundin von Handsome Jack und ungenannter Sheriff der Stadt Lynchwood.
- Claptrap, „die Fragtrap“, ist der letzte verbliebene Roboter seiner Art ab Borderlands.
- Der Söldner Wilhelm, „der Vollstrecker“, wird im Laufe des Spiels zunehmend mit Technologie und Waffen ergänzt und verwandelt sich in Jacks kybernetischen Diener, der in Borderlands 2 bekämpft wird.

Zwei weitere Charaktere wurden als herunterladbare Inhalte veröffentlicht. Die erste Figur, Jack, „der Doppelgänger“, ist ein Mann namens Timothy Lawrence, der als Body Double von Jack arbeitet. Die zweite, Aurelia, „die Baronin“, ist die Schwester von Sir Hammerlock.

## Spielprinzip

### Allgemein
Das Gameplay in The Pre-Sequel ist ähnlich wie in Borderlands 2, aber mit neuen Mechaniken. Es wurden zwei Arten von Gegenständen hinzugefügt, darunter Laserpistolen und Gegenstände mit einer kryogenen elementaren Wirkung, mit denen Feinde verlangsamt und eingefroren werden können. Feinde, die eingefroren sind, können durch Nahkampfangriffe in Stücke gerissen werden. Das Spiel bietet Umgebungen mit geringer Schwerkraft, in denen die Spieler höher, aber langsamer springen und Gegenstände wie Beute und Leichen wegfliegen. O2-Kits werden der Versorgungsluft im Weltraum hinzugefügt; die Sauerstoffversorgung kann über Generatoren, Lüftungsöffnungen und durch Sauerstofftankgegenstände, die von Feinden fallen gelassen werden, wiederhergestellt werden. Die Kits können wie ein Jetpack verwendet werden, um Doppelsprünge, Schweben und Bodenschlagen durchzuführen; wie bei anderen Gegenständen können verschiedene Arten von O2-Kits Stat-Boni liefern und beeinflussen, wie Bodenschlagen Schaden anrichten Eine neue „Grinder“-Maschine ermöglicht es den Spielern, Kombinationen von bestehenden Waffen zu deponieren, um eine höhere Seltenheit zu erhalten. Fahrzeuge wurden eingeführt, darunter ein Mondbuggy, und die „Stingray“ – eine Art von Hoverbike.
Wie bei Borderlands 2 wird die Hauptkampagne mit einem Charakter abgeschlossen, der „True Vault Hunter Mode“ freischaltet, ein zweiter Durchspielmodus, der höher in Schwierigkeiten ist, während er den Modus schlägt und Stufe 50 erreicht, den dritten Durchspielmodus „Ultimate Vault Hunter Mode“ freischaltet.

### Charakterfähigkeiten
Athena kann als ihre Hauptfertigkeit einen temporären Schild (genannt Aspis) verwenden, um Schaden zu absorbieren. Diese Fähigkeit kann verbessert werden, um den Schild selbst zu einer Waffe zu machen, die auf Feinde geworfen werden kann, und ihm zu erlauben, elementaren Schaden zu absorbieren, der wiederum auf Feinde zurückgeworfen werden kann. Xiphos ist ein Nahkampf-Override, der Athena dazu bringt, auf einen Feind zuzugehen, bevor sie in Kontakt kommt und mit ihrem Schwert aufschlitzt, was 200 % Nahkampfschaden verursacht. Der gesamte Xiphos-Baum basiert auf der Verwendung des Nahkampfes. Athenas „Phalanx“-Skillbaum basiert mehr auf der Verwendung ihres Aspis. Der Phalanx-Fertigkeitsbaum endet mit einer Fertigkeit namens „Zorn der Göttin“. Wrath of the Goddess erlaubt es dem Aspis (wenn er geworfen wird), zwischen Feinden zu springen und fügt jedem Sprung weniger Schaden zu. Athenas Skillbaum „Ceraunic Storm“ konzentriert sich mehr auf den Elementarschaden. Die letzte Fertigkeit heißt „Hades’ Shackles“, eine Erweiterung des Slams, nach dem Zuschlagen verbindet sich ein Schockseil mit dem Feind. Wenn die Sichtlinie unterbrochen wird, bricht die Leine. Die Haltezeit beträgt drei Sekunden.
Nishas Hauptfertigkeit, „Showdown“, erhöht den Waffenschaden und die Geschwindigkeit und ermöglicht es dem Spieler, schnell zwischen den Gegnern in der Gegend zu wechseln. Ihr Skillbaum "Law & Order" enthält Fähigkeiten, die darauf ausgerichtet sind, Stärkungszauber zu sammeln, die als „Order“ bekannt sind, die Gesundheit und Schilde heilen, aufladen oder vorübergehend andere Werte erhöhen können, abhängig von der Anzahl der gesammelten Order-Stacks. Der Gesetzesteil kommt zum Einsatz, wenn dem Spieler genügend Schaden zugefügt wird, um dem Spieler einen Stapel Ordnung zu geben, er gibt ihm die Chance, dem Feind einen Stapel Recht zu geben (kann durch einen Stern über dem Kopf des Feindes erklärt werden), jeder Stapel erhöht den gesamten Spielerschaden für diesen Feind für einen Angriff. Der Skillbaum „Fan the Hammer“ ist darauf ausgerichtet, zusätzlichen Schaden mit Waffen und der Fähigkeit zum Doppelfeld zu verursachen, während „The Riflewoman“ Fertigkeiten beinhaltet, die Stärkungszauber für Punkteschießen und Nachladegeschwindigkeit bieten.
Claptraps Fertigkeit „VaultHunter.exe“ erzeugt je nach aktueller Situation zufällige Effekte. Diese Effekte können sich positiv oder negativ auf den Spieler und seine anderen Gruppenmitglieder auswirken; darunter sind auch Versionen von Fertigkeiten, die von den vorherigen spielbaren Charakteren in der Franchise verwendet werden.
Wilhelm kann ein Drohnenpaar, Wolf und Saint, beschwören; Wolf spielt eine offensive Rolle, indem er andere Feinde angreift, während Saint Wilhelm verteidigt, indem er Schilde und Gesundheitsregeneration bereitstellt.
Jack, „der Doppelgänger“ kann digitale Kopien von sich selbst beschwören, um im Kampf zu helfen.
Aurelia verursacht mit einem experimentellen „Frost Diadem Shard“ Eis-Elementschaden an Feinden.

## Rezeption
Das Pre-Sequel erhielt positive Kritiken. Während es für seine neuen Gameplay-Features, Charakterklassen und für die Aufrechterhaltung des Markenzeichens Humor und Stil der früheren Einträge in der Franchise mit einem zusätzlichen australischen Comedy-Flair gelobt wurde, wurde das Spiel von einigen kritisiert, weil es verwirrende Leveldesigns hatte und nicht viele signifikante Abweichungen von den Kernmechaniken und dem Gameplay von Borderlands 2 bot, um das Spiel mehr als nur ein eigenständiges „Erweiterungspaket“ für es zu machen.